# Kujō Michiie
Kujō Michiie (九条道家, [[[1193]] - 1252] Erro: {{japonês}}: texto da transliteração contém caractere não latino (pos 19) (ajuda)), também conhecido como Fujiwara no Michiie foi líder do Ramo Kujō  do Clã Fujiwara. Ocupou a posição de Sesshō (regente) em 1221 do Imperador Chukyo.

## Vida
Michiie foi filho de Kujō Yoshitsune e neto de Kujō Kanezane (também conhecido como Fujiwara no Kanezane). Seu primeiro filho foi Norizane. Seu segundo filho Yoshizane foi fundador do Ramo Nijō. enquanto que seu terceiro filho Sanetsune foi o fundador do Ramo Ichijo. Seu e quarto filho foi Yoritsune.
Quando seu pai morreu em 7 de Março de 1206, Micchie ocupava o cargo de Chūnagon, e foi nomeado Comandante Sênior da Guarda Imperial da Esquerda em 26 de junho, ocupando a vaga deixada por Konoe Iezane (d. 1242) que foi ocupar o cargo de Sesshō vago pela morte de Yoritsune. Este foi um golpe brutal para os Kujō, particularmente por que a posição de Sekkan foi entregue novamente a um homem do Ramo Konoe. E Iezane foi nomeado com muita pompa e ostentação. Alegavam que Michiie era jovem demais para assumir as responsabilidades deste alto cargo. Mas Go-Toba sabia que assim seria mais fácil restabelecer o controle que os Imperadores Aposentados tinham antes da instauração do Bakufu se o Ramo Kujo não tivesse mais poder. Ele certamente estava ciente dos laços familiares entre os Kujō e os Minamoto, e percebeu que o Bakufu era o principal obstáculo para a realização de seus planos.
Em 1209 se tornou Comandante Sênior da Guarda Imperial da Direita.
Em 29 de Junho de 1212, Michiie foi nomeado Naidaijin.
Em 1215, Michiie foi nomeado Udaijin.
Em 1218, Michiie foi nomeado Sadaijin e ao assumir este posto renuncia ao posto de Comandante Sênior da Guarda Imperial da Direita, pois assim como seu pai acreditava que como o cargo de Sadaijin fornece uma escolta da Guarda Imperial não haveria necessidade de ser Comandante dessa Guarda.
Em 1219, Michiie escreveu e ofereceu um emakimono chamado "Kitano Tenjin Engi Emaki" (Pergaminho Ilustrado da História do Santuário Kitano) ao santuário Kitano. Escreveu uma versão ampliada da história em 1223.
Em 1221 Michiie foi nomeado Sesshō, aos 29 anos de idade, no mesmo dia em que seu sobrinho Chukyo (neto de Yoritsune) ascendeu ao trono, e passou a ser o líder do clã Fujiwara no dia 26 de abril de 1221.
Em 1226, Michiie conseguiu ver seu filho Yoritsune ser nomeado quarto shogun do shogunato Kamakura.
Em 1235, Michiie se torna  Kanpaku  do Imperador Shijo após a morte de seu filho Kujō Norizane. Isto levou novamente os Kujo a estarem no topo da condução política e junto com Saionji Kintsune (1171-1244) dominaram politicamente a capital por três décadas (o Clã Saionji é um dos ramos que descenderam dos Ōshū Fujiwara).
Em 1235 seu filho Norizane (1210-1235), que tinha sucedido Michiie como líder dos Fujiwara em 1231 morreu. Dois anos antes, em 1233 a mãe de Shijo, sua filha morreu. Para manter a posição de sua família, Michiie assumiu  novamente a chefia do clã.
Em 1236 Michiie  fundou o santuário Tofuku-ji no local dos escombros de Hossho-ji um dos templos do Clã Fujiwara construído anteriormente há mais de 300 anos. Tinha como ideia reconstruí-lo nos moldes dos grandes complexos de Nara.
Michiie  continuava a prover a família imperial com consortes para os altos mandatários da corte. Conseguiu com que sua neta de 11 anos se tornasse consorte do Imperador Shijo em 1241. Mas teve novo baque quando o jovem Imperador morreu no dia 9 de janeiro de 1242 forçando-o a interferir com uma sucessão antecipada.
A morte repentina de Shijo poderia não ter sido tão significativa se ele não fosse o último herdeiro masculino da linhagem do Imperador Takakura (que reinou entre 1168 e 1180) a preferida pelo Bakufu. Michiie e Kinstune tentaram promover o Príncipe Tadanari, que era filho da irmã de Michiie com o ex-Imperador Juntoku. No entanto, o Bakufu estava apreensivo, já que Juntoku se envolvera na Guerra Jōkyū e ainda estava vivo no exílio. Depois de mais de dois meses de atraso, o Bakufu, tendo Hōjō Yasutoki como shikken, finalmente escolheu outro candidato, o Príncipe Kunito filho de Tsuchimikado (que reinou entre 1198 e 1210), que também esteve envolvido na contenda contra o Bakufu, mas como já estava morto desde 1231 sua linhagem representava um perigo menor no momento. Apesar da oposição em Kyoto, o Bakufu prevaleceu, e Kumito ascendeu como Imperador Go-Saga no dia 18 de março de 1242.
As respostas de Michiie e de Kintsune com relação a ascensão de Go-Saga foram diametralmente opostas, rompendo com a longa cooperação de mais de duas décadas. Kintsune, de um lado, rapidamente passou a apoiar Go-Saga, quando ficou claro que o filho de Juntoku não seria aprovado. Michiie, por outro lado, se afastou da política da corte, colocando suas esperanças em seu filho Yoritsune - ainda Shogun - para expandir a influência dos Kujo no kanto.
Michiie então voltou-se para Kamakura com a esperança de ganhar o controle do Bakufu, ocorreram outros acontecimentos que criaram mais incertezas. Em primeiro lugar Yasutoki morreu apenas alguns meses após a ascensão de Go-Saga, e Hōjō Tsunetoki, neto de Yasutoki, foi nomeado Shikken. No entanto, Tsunetoki não poderia ser regente de Yoritsune, que construíra uma base de sustentação considerável, após 16 anos no cargo. Para resgatar a situação, Tsunetoki forçou Yoritsune a renunciar em 1244 em favor do filho Kujō Yoritsugu, então com seis anos idade, mas o Shogun permaneceu em Kamakura e continuou a trabalhar no sentido de avançar o controle dos Kujo sobre o Bakufu. Logo após estes acontecimentos em Kamakura, a posição do Michiie na capital de repente melhorou quando Kintsune morreu em agosto de 1244. Kintsune tinha se tornado um defensor do Bakufu ao longo de sua carreira, e funcionou como um canal de comunicação entre o Shogunato e a Corte. Com a morte de Kintsune coube a Michiie realizar esta tarefa e este viu uma oportunidade de dominar a situação política, tanto em Kyoto como em Kamakura. Como parte desse plano, apóia o pedido de abdicação de Go-Saga (1246) em favor do filho mais velho, apesar da mãe do novo imperador Go-Fukakusa ser neta de Kintsune.
Michiie e Yoritsune tiveram uma nova oportunidade para aumentar o poder do Clã quando Tsunetoki ficou doente em março de 1246, levando-o a passar a regência shogunal ao seu jovem irmão de 19 anos de idade, Hōjō Tokiyori. No entanto, os dois julgaram mal a correlação de forças e a determinação de Tokiyori que conseguiu resistir com sucesso a uma revolta liderada por Yoristune e membros dissidentes do Clã Hōjō. Como resultado, Yoristune foi enviado de volta para Kyoto, em Julho, e este o incidente marcou o fim do poder dos Kujo nas duas capitais. O prestigioso cargo de Oficial de ligação (Kanto Moshitsugi) foi transferido de Michiie ao filho de Saionji Kintsune, Saneuji, que também era avô materno do imperador Go-Fukakusa. Além disso, o outro filho de Michiie, Ichijō Sanetsune, foi substituído como o regente por Konoe Kanetsune em 1247, terminando com o monopólio dos Kujō no cargo.
| Precedido por Kujō Yoshitsune    | -- 4º Líder dos Kujō Fujiwara (1206 - 1231) | Sucedido por Kujō Norizane        |
| Precedido por Kujō Norizane      | -- Líder dos Kujō Fujiwara (1235 - 1247)    | Sucedido por Kujō Tadaie          |
| Precedido por Kujō Yoshisuke     | 53º Sadaijin (1218 - 1218)                  | Sucedido por Konoe Iemichi        |
| Precedido por Tokudaiji Kintsugu | 89º Udaijin (1215 - 1218)                   | Sucedido por Minamoto no Sanetomo |
| Precedido por Tokudaiji Kintsugu | 50º Naidaijin (1212 - 1214)                 | Sucedido por Minamoto no Sanetomo |